# NGC 4967
NGC 4967 este o galaxie eliptică situată în constelația Ursa Mare. A fost descoperită în 14 aprilie 1789 de către William Herschel. Se află la o distanță de 112,72 megaparseci de Pământ.